# Жіу (цинут)
Цинут Жіу або цинут Олт (рум. Ținutul Jiu або Ținutul Olt) — один із десятьох цинутів Румунського королівства з адміністративним центром у місті Крайова. Охоплював історичну область Румунії Олтенію.

## Історія
Поділ на цинути в Румунському королівстві було запроваджено 1938 року з метою більшої централізації королівської влади у процесі утвердження у країні диктатури. 71 тодішній жудець Румунії було скасовано, а натомість утворено десять цинутів. Цинут Жіу склали 6 таких колишніх жудеців:
- Долж (рум. Dolj), центр — Крайова
- Горж (рум. Gorj), центр — Тиргу-Жіу
- Мехедінць (рум. Mehedinți), центр — Дробета-Турну-Северин
- Олт (рум. Olt), центр — Слатіна
- Романаць (рум. Romanați), центр — Каракал
- Вилча (рум. Vâlcea), центр — Римніку-Вилча

Керував цинутом королівський резидент, який призначався на шість років.
Цинут перестав існувати в 1940 році внаслідок територіальних втрат Румунії на користь Радянського Союзу і держав Осі та зречення короля.